# پروستین (ناحیه ژدار ناد سازاوو)
پروستین (به چکی: Prosetín) یک منطقهٔ مسکونی در جمهوری چک است که در ناحیه ژدار ناد سازاووو واقع شده‌است. پروستین ۱۵٫۷۶ کیلومتر مربع مساحت و ۴۱۳ نفر جمعیت دارد و ۵۶۱ متر بالاتر از سطح دریا واقع شده‌است.